# Greta D'hondt
Greta D'hondt, née le 4 août 1949 à Zele, est une femme politique belge flamande, membre du CD&V.
Elle est assistante sociale; ancienne secrétaire nationale de la CSC.
Elle a notamment occupé des fonctions d'expert en matière d'emploi auprès de la Ministre Joëlle Milquet
Chevalier de l’Ordre de Léopold.

## Fonctions politiques
- Ancienne échevine de Zele.
- Député fédéral du 21 mai 1995 au 2 mai 2007.
  - Membre suppléant du Conseil interparlementaire consultatif de Benelux.